# Amado Batista
Amado Rodrigues Batista (Catalão, 17 de fevereiro de 1951) é um cantor, compositor, produtor musical e empresário brasileiro. Ao longo de seus 49 anos de carreira, gravou 40 discos, sendo 30 inéditos, vendeu mais de 38 milhões de discos, recebeu centenas de prêmios, entre eles, 28 discos de ouro, 28 de platina e um de diamante, consagrando-se como um dos artistas de maior vendagem da história da música popular brasileira.

## Biografia e carreira
É filho de Sebastião Rodrigues da Silva e Joana Batista Rodrigues, sendo o caçula numa família de 8 irmãos (Artênio, Ana, Soeli, Paulo, Suelene, Benicio e Olício). Sua trajetória tem um enredo parecido com o de muitos artistas brasileiros: origem humilde e pobre, o sonho de ficar famoso e os percalços enfrentados até chegar ao topo. Amado Rodrigues Batista nasceu em fevereiro de 1951 em uma fazenda de Davinópolis, em Goiás, na época distrito de Catalão.
Amado gravou seu primeiro disco em 1975, Amado Batista, que é um compacto duplo com três músicas de sua autoria e também a  toada "Chitãozinho e Xororó", composta por Athos Campos e Serrinha. Porém, o disco não teve sucesso. Em 1976, gravou um compacto simples com duas músicas em parceria com Reginaldo Sodré. Desta vez alcançou mais sucesso, vendendo mais de 100 mil cópias com a música "Desisto" nas paradas de sucesso. Em 1977, lançou seu primeiro LP, Canta o Amor, que repetiu o sucesso do disco anterior. Em 1978, assinou contrato com a gravadora Continental, garantindo maior repercussão nacional ao seu trabalho. Em 1979, teve grande sucesso com a música "O Fruto do Nosso Amor", de Vicente Dias e Praião II. Com um repertório basicamente romântico, fez em seus trabalhos uma fusão da Jovem Guarda com modas de viola, passando por referências a Elvis Presley e aos Beatles, em 1982, o ábum Sol Vermelho (Música composta em parceria com Reginaldo Sodré) chegou a casa de 1 milhão de Cóipias Vendidas, marca que até então só era atingida por artistas como Roberto Carlos e Nelson Gonçalves. Com mais de 20 anos de carreira, tornou-se um dos maiores vendedores de discos da música popular brasileira. Amado teve mais de 15 discos e 12 milhões de cópias vendidas e recebeu 14 discos de ouro, 13 discos de platina e um disco de diamante. Em 1985, transferiu-se para a gravadora RCA pela qual lançou, entre outros trabalhos, o LP Um Pedaço de Mim em 1993, que em poucas semanas chegou a 600 mil cópias vendidas, com destaque para os sucessos  Vida Cor-de-Rosa" e "Um Pedaço de Mim". Devido ao sucesso daquele disco, o cantor passou a fazer em média de 20 a 25 shows por mês. Entre outras, tiveram sucesso as músicas "Serenata", composta por ele e José Fernandes , "O Julgamento", escrita Walter José e Sebastião Ferreira da Silva, "O Acidente", de Roberto Ney e Deny Wilson, "Ah! Se Eu Pudesse", de Vicente Dias, e "Hospício", do próprio Amado junto com Reginaldo Sodré. Em 1994, a música "Eu Amo Você", com Reginaldo Sodré, foi regravada por Odair José em seu álbum Luz Acesa. Em 1998, lançou seu primeiro álbum ao vivo, Amado Batista Ao Vivo, que teve músicas como "Anjo Bom", de Sebastião Ferreira da Silva e Ary Gonçalves, "Seresteiro das Noites", composta por José Fernandes, "Vida Cor de Rosa", escrita por Odair José, Xandó e Ricardo Noronha, além de músicas em parceria com Reginaldo Sodré, como "Pra Que Fugir de Mim" e "Como Na Primeira Vez". No ano seguinte, foi para a Warner Music, lançando o CD O Pobretão, música-título composta por ele e Reginaldo Sobré. Em 2000, lançou o CD Estou Só, que teve os sucessos "Tá Com Raiva de Mim", "Me Apaixonei", "Será Que Ela Me Ama?" e a música-título. Em 2001, lançou seu 23º álbum, Amor, com músicas de destaque "Secretária (Assédio Sexual)", "Que Bom Seria", "Deusa Nua" e "Seus Olhos".

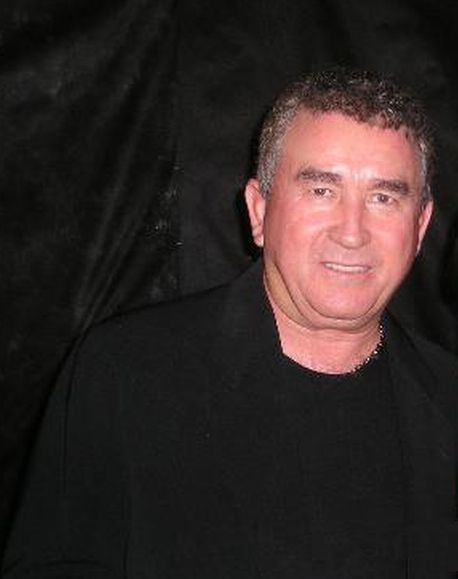
Amado Batista em 2008.

Em 2003, lançou o CD Eu Te Amo, que teve músicas como "Esperança", "Eu Te Amo", "O Boêmio", "Você é o Meu Número" e "Meu Talismã". No ano seguinte, lançou seu 25º disco, Eu Quero é Namorar, cuja música título chegou às paradas de sucesso. No ano seguinte, lançou seu primeiro DVD, É o Show, que mais tarde seria lançado também no formato Blu-ray. O DVD teve 22 regravações ao vivo de seus grandes sucessos. Em 2007,  sua música "Meu Ex-Amor" (composta por Amado e Reginaldo Sodré) foi regravada pela dupla sertaneja João Bosco & Vinícius em seu CD e DVD Acústico Pelo Brasil, lançado pela Sony Music. Em 2008, Amado lançou seu segundo DVD, Amado Batista Acústico  pela gravadora Sony BMG. O álbum vendeu cerca de 150 mil cópias, somando as versões em DVD e  CD. No mesmo ano, participou do lançamento da Rede Clube Brasil de Rádio. Em 2010, após 35 anos de carreira, e mais de 30 milhões de discos vendidos, lançou pela Sony Music seu álbum inédito Meu Louco Amor. O álbum, que produzido por ele próprio, mostrou uma versatilidade de gêneros, indo desde o romantismo mais tradicional até músicas dançantes e também o samba. Meu Louco Amor foi um sucesso de vendas, ultrapassando a marca de 100 mil cópias. No mesmo ano, participou da gravação do DVD Direito de Viver, no Credicard Hall, em São Paulo, para comemorar os 10 anos do projeto idealizado pelo Hospital do Câncer de Barretos, que leva o mesmo nome do álbum. A gravação teve as participações de artistas consagrados como Guilherme & Santiago, Ataíde & Alexandre, Bruno & Marrone, César Menotti & Fabiano, Chitãozinho & Xororó, Daniel, Edson, Eduardo Costa, Fábio Júnior, Gino & Geno, Gian & Giovani, Hudson & Rolemax, Hugo & Tiago, Jorge & Mateus, Juliano Cezar, KLB, Leonardo, Milionário & José Rico, Rick & Renner, Rionegro & Solimões, Roberta Miranda, Sérgio Reis, Teodoro & Sampaio, Victor & Leo e Zé Henrique & Gabriel. No início dos anos 2010, foi considerado um dos grandes nomes da música romântica brasileira, com quatro décadas de carreira, mais de 27 milhões de discos vendidos e vários prêmios pela vendas de seus álbuns, entre eles 28 discos de ouro, 28 de platina, 2 DVDs de ouro e 2 de platina.
Em 2014, lançou o álbum O Negócio da China, pela Radar Records, com  4 músicas inéditas e 10 regravações de sucessos de artistas dos anos 70 e 80, como "Viola Cabocla", de Tonico & Tinoco, e "A Raposa e as Uvas", de Reginaldo Rossi.
Em 2016, Amado gravou o DVD Amado Batista - 40 Anos em Brasília, cidade onde foi preso durante a ditadura militar por ser amigo de intelectuais que frequentavam um lugar em Goiânia, onde falavam sobre Che Guevara e Karl Marx. O DVD tem 20 músicas, sendo 17 regravações e 3 inéditas, como a música de trabalho "Sou Igualzinho a Você", que teve a participação do compositor capixaba Elias Wagner. O álbum foi lançado pela Som Livre.
Em 2019, assinou contrato com a gravadora Midas Music, do empresário e produtor musical Rick Bonadio. No mesmo, lançou o CD e DVD Amado Batista - 44 Anos, gravado nos estúdios da Midas Music, em São Paulo, em comemoração aos 44 anos de carreira do cantor. O DVD teve as participações especiais de Simone & Simaria, Kell Smith, Jorge (da dupla Jorge & Mateus), Moacyr Franco e de seu filho Rick Batista. Amado possui um patrimônio total avaliado em mais de R$ 1 bilhão.

## Vida pessoal
Em 2019, Amado começou a namorar a estudante de direito Layza Felizardo, nascida em Manaus, no Amazonas. Eles se conheceram durante um show do cantor na cidade de Careiro Castanho. O cantor tem quatro filhos: Erich do primeiro casamento, Lorena do segundo casamento, Bruno e Rick reconhecidos através de DNA.

## Controvérsias
Em março de 2020, foi divulgado que o nome de Amado Batista encontra-se na lista de devedores do Ibama, que tem pessoas que devem multas ambientais milionárias por desmatamento nos últimos 25 anos.

## Discografia
- Amado Batista (1975)
- Canta o Amor (1977)
- Sementes de Amor (1978)
- O Amor não é só de Rosas (1979)
- Um Pouco de Esperança (1981)
- Sol Vermelho (1982)
- Pensando em Você (1983)
- Casamento Forçado (1984)
- Seresteiro das Noites (1985)
- Vitamina e Cura (1986)
- Hospício (1987)
- Dinamite De Amor (1988)
- Escuta... (1989)
- Eu Sou Seu Fã (1991)
- Um Pedaço de Mim (1992)
- Meu Jeitinho (1994)
- Tum Tum de Saudade (1995)
- 24 Horas no Ar (1996)
- Amar, Amar (1997)
- Amado Batista Ao Vivo (1998)
- O Pobretão (1999)
- Estou Só (2000)
- Amor (2001)
- Eu Te Amo (2002)
- Eu Quero é Namorar (2003)
- Especial Vol. 1 (2003)
- É o Show (2004)
- 30 Anos... de Carreira (2005)
- Perdido de Amor (2006)
- Em Foco (2007)
- Amado Batista Acústico (2008)
- Meu Louco Amor (2010)
- Amor Perfeito: Os Maiores Sucessos de Amado Batista (2012)
- Amado Batista: Duetos (2013)
- O Negócio da China (2014)
- 40 Anos (2016)
- 44 Anos (2019)
- Em Casa (2022)
- Perdoa (2023)
- Pétala (2024)